# Neda Marinescu
Neda Șt. Marinescu, sau Marinesco, (n. 21 octombrie 1900, Grădinile, Județul Romanați, România, astăzi în județul Olt – d. 5 iunie 1959, Córdoba, Argentina) a fost un fizician originar din România, stabilit în străinătate.
A studiat mai întâi la Colegiul Național „Ioniță Asan” din Caracal, Romanați. După bacalaureat s-a înscris la Facultatea de Științe a Universității din București, devenind asistentul profesorului Gheorghe Gh. Longinescu. După terminarea facultății a plecat pentru specializare la Paris. S-a înscris la doctorat la profesorul Jean Perrin de la Sorbona (1925), primind cetățenia franceză. După susținerea tezei de doctorat a fost admis ca profesor agregat la Facultatea de Științe, apoi la Institutul de Științe al Universității din Paris (1927), cu gradul de doctor în științe fizice; a lucrat un timp în calitate de colaborator al Mariei Curie. În anul 1951 a primit propunerea de a merge în Argentina pentru a înființa un institut de cercetări nucleare pe lângă Universitatea din Córdoba. A încetat din viață la 5 iunie 1959, la Córdoba.
În 1935 a fost ales membru corespondent al Academiei de Științe din România, la Secția II: Fizică.
Prin Hotărârea Consiliului Local Caracal nr. HCL 95/12.12.2000, Prof. Univ. Dr. Neda Marinescu a fost declarat cetățean de onoare al orașului Caracal.
În anul 2005, în organizarea catedrei de fizică a Colegiului Național „Ioniță Asan“ din Caracal, s-au desfășurat în amfiteatrul „Titu Maiorescu“ lucrările simpozionului interjudețean dedicat fizicianului Neda Marinescu, de la a cărui naștere se împlineau la acea dată 105 ani.

## Lucrări
- Neda Marinesco: Quelques propriétés des grosses molécules en solution, Comptes rendus hebdomadaires des séances de l'Académie des sciences, T. 183, pp. 964–966, 1926.
- Neda Stephan Marinesco: Adsorption sur les molécules dissoutes. Thèses présentées a la faculté des sciences de l'université de Paris, pour obtenir le grade de docteur ès sciences physiques. Les presses universitaires de France, Paris, 1927.
- N. Marinesco: Influence des facteurs électriques sur la végétation (28 pp, figures et planches avec photographies). Actualités scientifiques et industrielles (xxxvii), Hermann, Paris, 1932.
- N. Marinesco & F. G. Donnan: Équilibre de membrane (69 pp). Actualités scientifiques et industrielles (nr. 108), Hermann, Paris, 1934.
- N. Marinesco: Propriétés piézo-chimiques, physiques et biophysiques des ultra-sons. Volume 1: Technique des ondes élastiques de haute fréquence (56 pp). Volume 2: Destruction des micro-organismes. Préparation des colloides à basses températures. Réactions explosives. Réactions photochimiques (68 pp). Actualités scientifiques et industrielles (nr. 522–523), Hermann, Paris, 1937.
- N. Marinesco: Les propriétés physico-chimiques des ondes élastiques de haute fréquence. Catalyseurs physiques, ultra-filtration et centrifugeuse ultrasonore. Génie Civile, Vol. 113, pp. 317–322, 1938.
- Neda Marinesco: Edad de la tierra según cronología radioactiva de la sierra de Comechingones, Cerro Champaquí, Córdoba (26 pp). Universidad Nacional, Córdoba, 1956.